# XXXIX Lubuskie Lato Filmowe
39. Lubuskie Lato Filmowe (XXXIX LLF) - najstarszy polski festiwal filmowy (pierwsza edycja w 1969 r.) odbył się, jak co roku w Łagowie w województwie lubuskim, w dniach 20 - 27 czerwca 2010 r.
W ramach otwartego przetargu, ogłoszonego przez Zarząd Województwa Lubuskiego, wyłoniony został organizator konkursu - Klub Kultury Filmowej (KKF) z Zielonej Góry.
Pokazy filmów odbyły się m.in. w kompleksowo wyremontowanym, łagowskim amfiteatrze. 

## Budżet
Budżet festiwalu w roku 2010 wyniósł 665 tys. zł, w tym:
- wkład własny Klubu Kultury Filmowej - 77,5 tys. zł,
- Ministerstwo Kultury i Dziedzictwa Narodowego - 60 tys. zł,
- Polski Instytut Sztuki Filmowej - 30 tys. zł,
- Zarząd Województwa Lubuskiego dofinansuje festiwal kwotą 200 tys. zł.

Ponadto wnioski o dofinansowanie 39. LLF organizator (KKF) złożył do Stowarzyszenia Filmowców Polskich, Telewizji Polskiej SA w Warszawie, Fundacji Współpracy Polsko-Niemieckiej w Warszawie, Visegrad Fund Bratysława oraz ponownie do Polskiego Instytutu Sztuki Filmowej.